# Sifaca de Tattersall
El sifaca de Tattersall (Propithecus tattersalli) és una espècie de sifaca. Com tots els lèmurs, és endèmic de l'illa de Madagascar. Té un àmbit de distribució molt reduït que es limita a una zona a l'extrem septentrional del país. És considerat un dels 25 primats més amenaçats del món.